# 足利市立富田小学校
足利市立富田小学校（あしかがしりつとみたしょうがっこう）は、栃木県足利市駒場町にある公立の小学校。

## 教育目標
- 明るい子（明るく、心身ともに豊かな子ども）
- 考える子（進んで勉強し、深く考えることも）
- 助け合う子（みんな仲良く、助け合う子ども）
- やりぬく子（責任を重んじ、最後までやりぬく子）

## 通学区域
- 足利市[3]
  - 駒場町、西場町、稲岡町、寺岡町、多田木町、奥戸町、迫間町

## 進学先中学校
- 足利市立富田中学校[4]